# Прирічне (Зерендинський район)
Прирі́чне (каз. Приречное) — село у складі Зерендинського району Акмолинської області Казахстану. Адміністративний центр Приріченського сільського округу.
Населення — 772 особи (2021; 776 у 2009, 940 у 1999, 1054 у 1989).
Національний склад станом на 1989 рік:
- росіяни — 49 %;
- німці — 20 %.